# Functional Threshold Power
Pour les articles homonymes, voir FTP.
La puissance seuil fonctionnelle ou  « Functional Threshold Power » en anglais, connu également sous l’abrégé « FTP », est la puissance de pédalage maximale qu'un cycliste est capable de soutenir pendant une période d'une heure. 
À titre d'exemple, le cycliste Tony Martin aurait une puissance FTP entre 450 et 500 watts (entre 6 et 6,66 W/kg), le triathlète Lionel Sanders aurait une puissance d'environ 400 watts (5,36 W/kg), et le triathlète Frederik Van Lierde aurait une puissance FTP de 380 watts (5,27 W/kg),,.
Certains logiciels de suivi et d'analyse d’entraînements tels que Garmin Connect , TrainingPeaks et Nolio utilisent la valeur FTP pour analyser automatiquement les intensités d'efforts réalisées durant les séances.
Certains logiciels de prédiction de la durée d'un parcours cycliste tels que Best Bike Split utilisent la valeur FTP comme l'un des paramètres d'entrée du calcul de prédiction.
La valeur FTP permet d'établir sept zones de puissance appelées également « zones de Coggan », :
- Zone 1 dite récupération active (< 55 % FTP) ;
- Zone 2 dite endurance (56 à 75 % FTP) ;
- Zone 3 dite tempo (76 à 90 % FTP) ;
- Zone 4 dite seuil lactique (91 à 105 % FTP) ;
- Zone 5 dite Vo2max (106 à 120 % FTP) ;
- Zone 6 dite capacité anaérobique (121 à 150 % FTP) ;
- Zone 7 dite puissance neuromusculaire (> 150 % FTP).

Ces zones permettent de réaliser des entraînements spécifiques par type de puissance ainsi que de surveiller l'effort réalisé durant les épreuves sportives.
Plusieurs méthodes existent pour évaluer la puissance FTP. La plus connue est le test de Coggan. Certains logiciels spécialisés sont également capables d'évaluer automatiquement la puissance FTP en analysant les données de puissance issues des séances vélo.